# فرهنگ معیار جمالی
فرهنگ معیار جمالی، نوشتهٔ شمس‌الدین محمد فخری اصفهانی است که به نام «شیخ ابواسحاق فارس» نوشته و در سال ۱۳۰۳ ه‍.ق به کوشش کارل زالمان در روسیه منتشر شده‌است.

## مشخصات
دکتر صادق‌کیا، در این باره می‌گوید: «شمس فخری، روش اسدی توسی را در واژه‌نویسی دنبال کرده‌است و هر حرف را یک باب کرده و باب‌ها را به ردیف الفبای کنونی فارسی آورده‌است»

## نقدها
برخی زبان‌شناسان مانند مؤلف فرهنگ نظام معتقدند که: «او روش فرهنگ‌نویسی را درست رعایت نکرده و جعل‌هایش موجب گمراهی دیگر فرهنگ‌نویسان شده‌است»
دکتر صادق‌کیا می‌افزاید: «گاهی شمس فخری، معنی واژه‌ها را نیز نادرست آورده‌است»